# The Ping Pong EP
The Ping Pong EP è un EP degli SNFU pubblicato nel 2000.

## Tracce
1. Questions, Questions, Questions? – 2:30
2. I'm Your Carpet – 2:46
3. Slavedriver – 1:48
4. Zipperhead Club – 3:45
5. Quentin Tarantino Can't Act! – 14:44